# Description de l'Afrique
Pour les articles homonymes, voir Description (homonymie).
La Description de l'Afrique (arabe : وصف إفريقيا) est un ouvrage du diplomate et explorateur Hassan al-Wazzan dit « Léon l'Africain », écrit au XVIe siècle sur demande du Pape Léon X.

## Historique
Le titre latin de l'ouvrage est Cosmographia de Affrica. Écrit d'abord en arabe, ensuite en toscan et publié à Venise sous le titre Description de l'Afrique vers 1530, le manuscrit est aujourd'hui conservé à la Bibliothèque nationale centrale de Rome et porte le no 953. De nombreuses traductions dans différentes langues d'Europe en ont été faites entre le milieu du XVIe siècle et le milieu du XVIIe siècle.
Une édition plus récente en français existe sous le titre Description de l’Afrique, nouvelle édition traduite de l'italien et annotée par Alexis Épaulard, Théodore Monod, Henri Lhote et Raymond Mauny. Elle date de 1956, avec une réimpression en 1981.
Les fonds de la Société de géographie de Bordeaux renferment un in-folio, Description de l'Afrique, tierce partie du monde, qui présente une page de titre gravée sur bois.

## Description
Ce livre se présente comme l'œuvre d'un voyageur qui décrit les pays qu'il a visités lors de ses différents voyages.

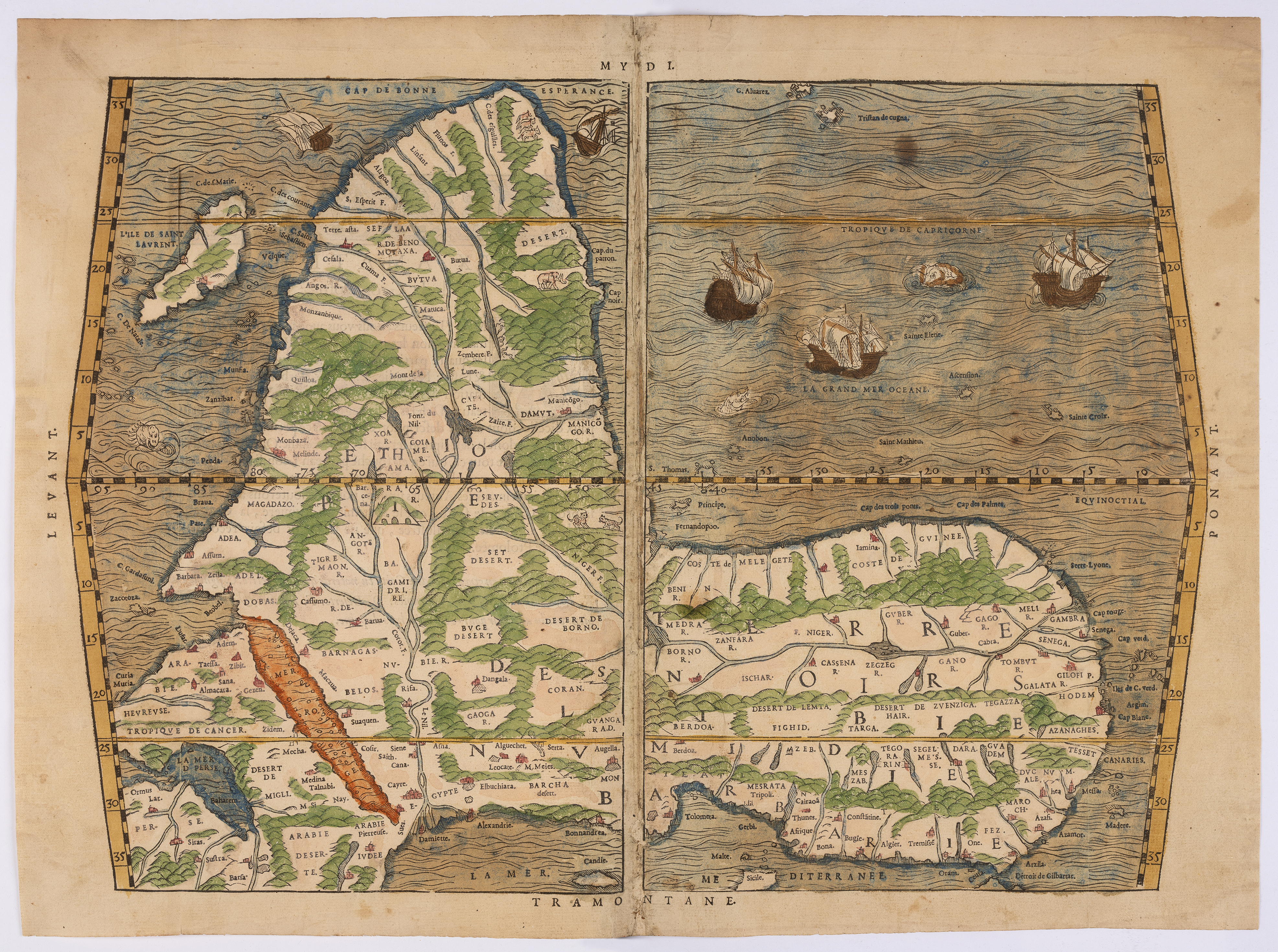
Cette carte propose une synthèse des informations dont les Européens disposaient au milieu du 16e siècle, par l’intermédiaire de Léon l’Africain et des navigateurs portugais.